# Köttmannsdorf

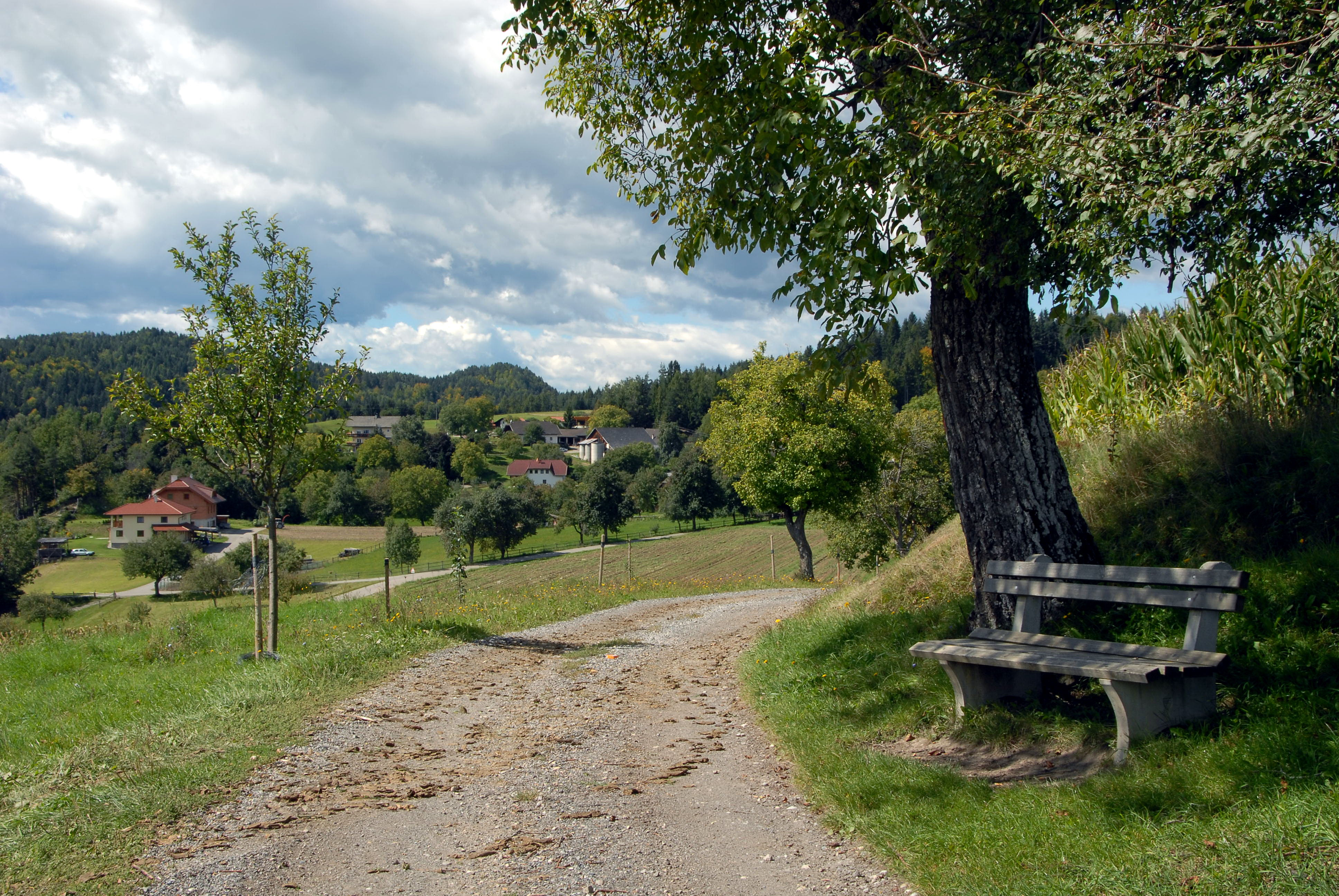
Wurdach

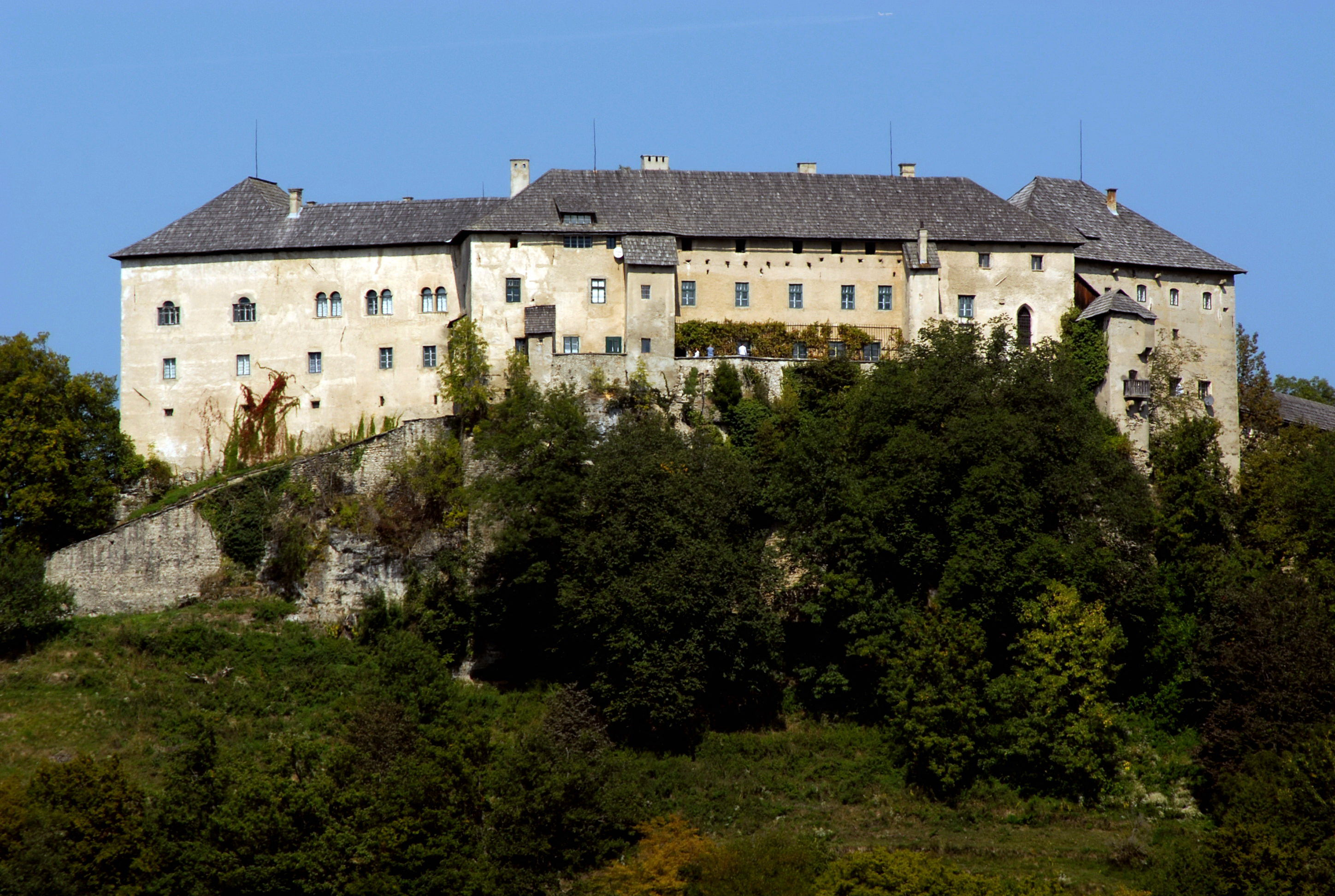
Hollenburg

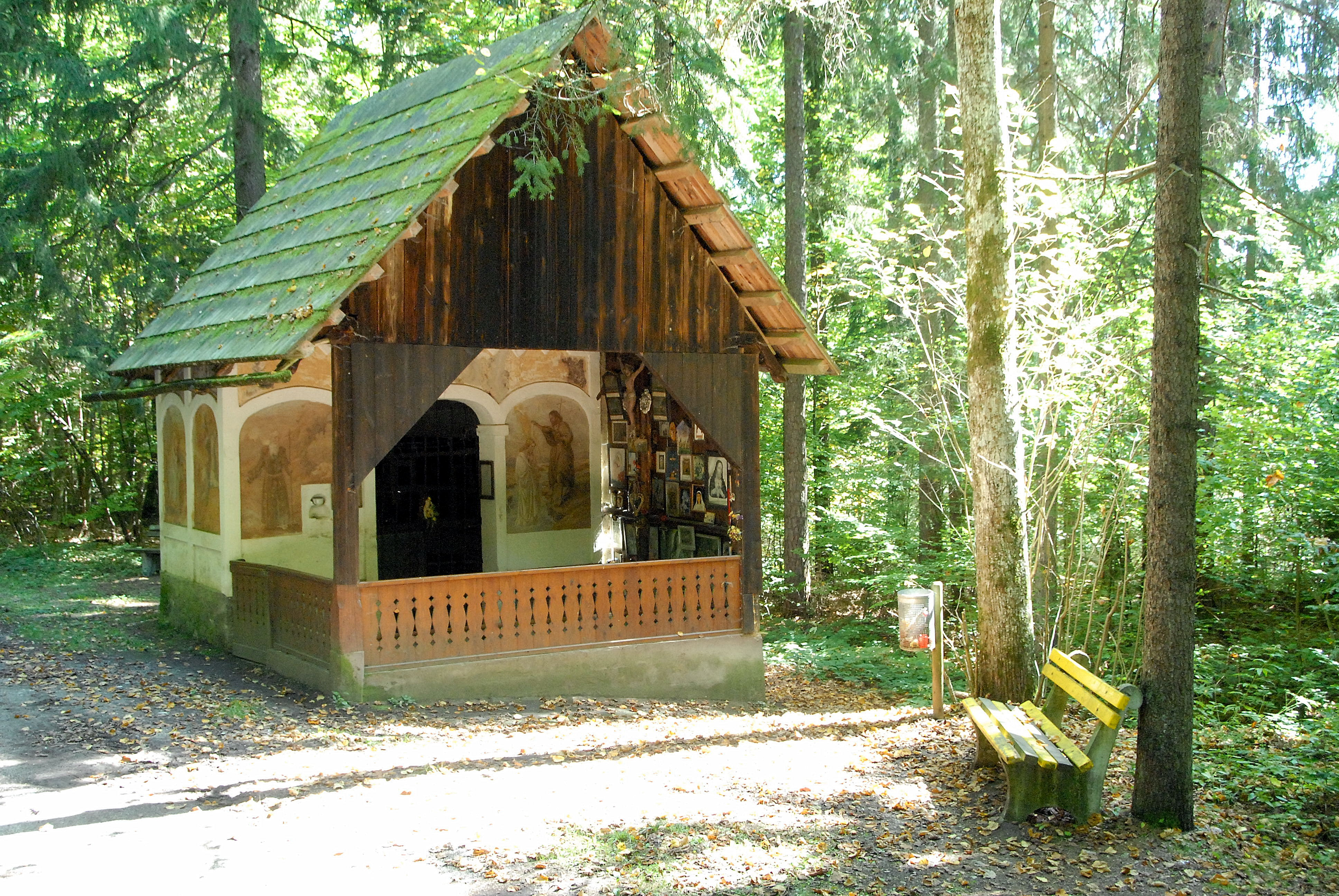
Maria Waldesruh - Blik op de Waldkapelle

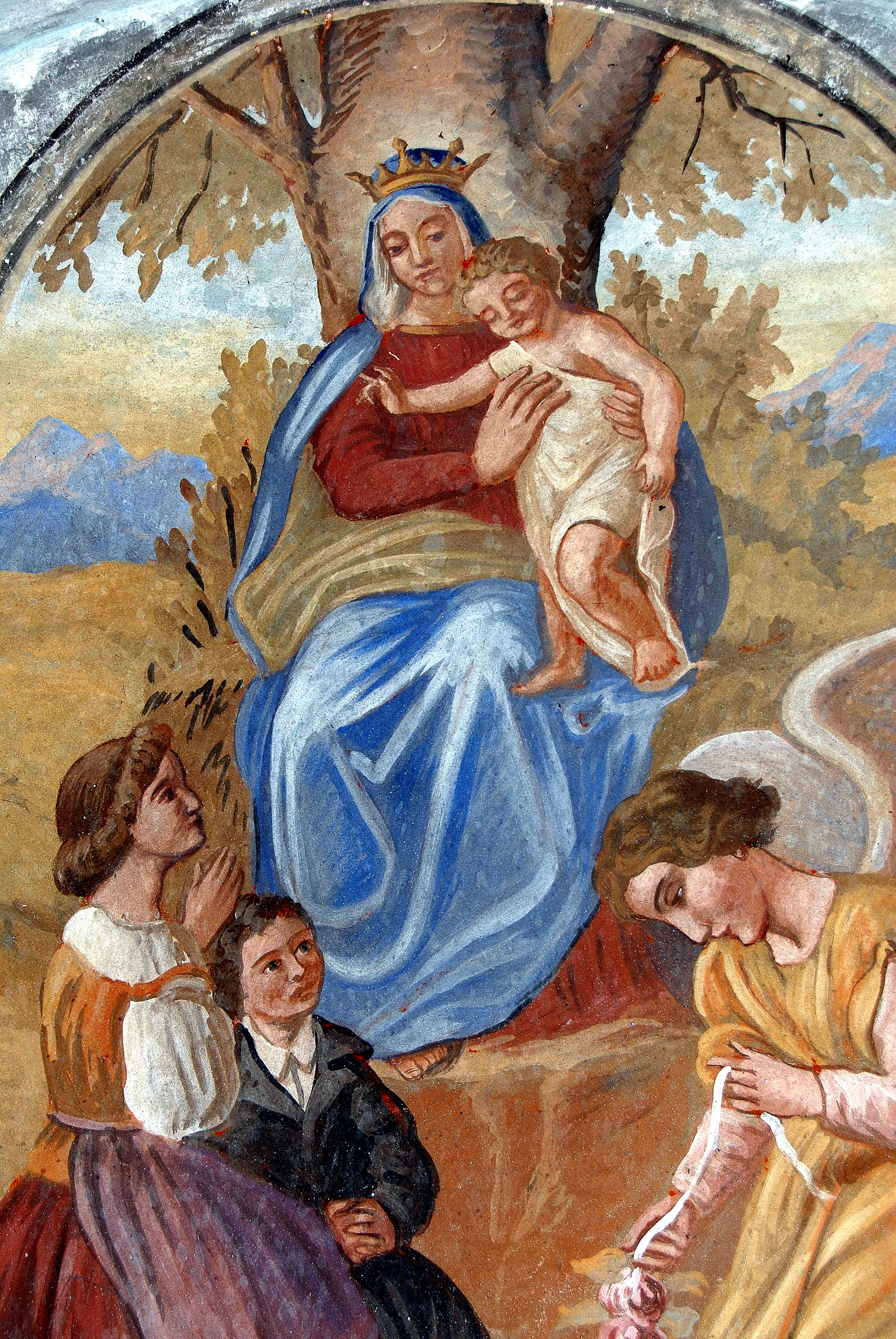
Maria Waldesruh - Altaarbeeld in de Waldkapelle

Köttmannsdorf (Sloveens: Kotmara vas) is een gemeente in de Oostenrijkse deelstaat Karinthië, en maakt deel uit van het district Klagenfurt-Land. Köttmannsdorf telt 2868 inwoners.

## Geografie

### Ligging
De gemeente ligt ten zuidwesten van de Karinthische deelstaatshoofdstad Klagenfurt, op de bergrug Sattnitz. De zuidelijke gemeentegrens wordt gevormd door het stuwmeer Ferlacher Stausee (Drau); in het noorden vormt het Keutschacher Seental de grens, in het noordwesten de Dobeiner Wand en in het oosten de Hollenburger Sattel en de Maria Rainer Senke. Het hoogste punt van de gemeente wordt gevormd door de 921 meter hoge Sabalahöhe, het laagste punt bevindt zich bij de Ferlacher Stausee (441 meter). Het grondgebied van de gemeente wordt ontwaterd door de Rekabach, een riviertje dat bij Klagenfurt in de Glanfurt uitmondt.

### Gemeentelije indeling
Köttmannsdorf is in vier kadastrale gemeenten verdeeld, te weten Wurdach (Vrdi), Köttmannsdorf (Kotmara vas), Hollenburg (Humberk) en Rotschitzen (Ročica). In het gemeentegebied liggen in totaal 23 woonkernen (tussen haakjes de Sloveense namen):
| - Aich (Hovč), 93 inwoners - Am Teller (Talir), 52 - Göriach (Gorje), 75 - Gaisach (Čežava), 48 - Hollenburg (Humberk), 6 - Köttmannsdorf (Kotmara vas), 717 - Lambichl (Ilovje), 343 - Mostitz (Mostič), 47 - Neusaß (Novo selo), 58 - Plöschenberg (Plešivec), 33 - Preliebl (Preblje), 77 - Rotschitzen (Ročica), 146 | - Sankt Gandolf (Šentkandolf), 127 inwoners - Sankt Margarethen (Šmarjeta), 67 - Schwanein (Zvonina), 43 - Thal (Lipica), 46 - Trabesing (Trabesinje), 165 - Tretram (Medrejtre), 59 - Tschachoritsch (Čahorče), 275 - Tschrestal (Črezdol), 58 - Unterschlossberg (Pod Gradom), 27 - Wegscheide (Razpotje), 110 - Wurdach (Vrdi), 120 |

### Buurgemeenten
| Aangrenzende gemeenten | Aangrenzende gemeenten | Aangrenzende gemeenten | Aangrenzende gemeenten | Aangrenzende gemeenten |
| ---------------------- | ---------------------- | ---------------------- | ---------------------- | ---------------------- |
| Keutschach am See      |                        | Wierden                |                        | Klagenfurt             |
|                        |                        |                        |                        |                        |
|                        | Maria Rain             |                        |                        |                        |
|                        |                        |                        |                        |                        |
| Ludmannsdorf           |                        | Feistritz im Rosental  |                        | Ferlach                |

## Geschiedenis
Köttmannsdorf werd in 1142 als Kotmansdorf voor het eerst vermeld. De naam van de plaats is afgeleid van de persoonsnaam Hotemer.
Rond deze tijd ontstonden enkele van de ook thans nog bestaande woonkernen. Het gemeentegebied viel in de 13e eeuw onder de bezittingen van het Stift te Viktring of tot het riddergeslacht van Keutschach.
In 1142 werd eveneens melding gemaakt van de burcht Hollenburg, gelegen op de linkeroever van de Drau. Deze burcht vormde gedurende meerdere eeuwen het machtscentrum van het Rosental, waarbij de heren van Hollenburg invloed hadden op het gebied tussen de Drau en het Keutschacher Tal. Door een aardbeving in 1348 werd de burcht nagenoeg verwoest. Meteen aansluitend werd de Hollenburg weer opgebouwd en vanaf 1349 werd het gebouw tot zetel van een plaatselijke rechtbank. Keizer Maximiliaan I verkocht de burcht in 1514 aan Siegmund von Dietrichstein. Zijn nakomelingen bouwden de Hollenburg in de 16e en 17e eeuw uit tot een slot, zoals het ook thans nog bestaat. Met de dood van Moritz Joseph Johann von Dietrichstein in 1864 stierf de mannelijke lijn van het geslacht Dietrichstein uit.
De gemeente Köttmannsdorf werd in 1850 gevormd door samenvoeging van de kadastrale gemeenten Hollenburg, Köttmannsdorf en Rotschitzen.
Op 11 oktober 2008 verongelukte de Oostenrijkse politicus en de toenmalige gouverneur van Karinthië Jörg Haider met zijn auto in het dorp Lambichl in de gemeente Köttmannsdorf.

## Bevolking
Bij de volkstelling uit 2001 had de gemeente Köttmannsdorf 2792 inwoners. Daarvan was 95,1% Oostenrijks, 1,6% Duits en 1,4% Bosnisch staatsburger. 6,4% van de bevolking behoorde tot de Karinthische Slovenen, de autochtone Sloveenssprekende minderheid in Karinthië.
Van de bevolking was 81,6% rooms-katholiek, 5% evangelisch en 1,5% islamitisch. 8,6% van de bevolking gaf aan niet-gelovig te zijn.

## Cultuur en bezienswaardigheden
- Slot Hollenburg - gotische 14e-eeuwse burcht, later uitgebouwd tot slot
- St. Georgskirche - parochiekerk van Köttmannsdorf in romaanse stijl met het oudste gotische doodslicht (op het kerkhof) van Oostenrijk
- Filialkirche St. Gandolf ob Köttmannsdorf
- Filialkirche St. Margarethen ob Köttmannsdorf
- Maria Waldesruh - Waldkapelle

## Politiek
De gemeenteraad van Köttmannsdorf telt 19 leden, die sinds de Gemeenteraadsverkiezingen uit 2003 als volgt verdeeld zijn:
- ÖVP - 11
- SPÖ - 5
- FPÖ - 2
- Enotna Lista - 1

Ebenthal in Kärnten ·
Feistritz im Rosental ·
Ferlach ·
Grafenstein ·
Keutschach am See ·
Köttmannsdorf ·
Krumpendorf am Wörthersee ·
Ludmannsdorf ·
Magdalensberg ·
Maria Rain ·
Maria Saal ·
Maria Wörth ·
Moosburg ·
Poggersdorf ·
Pörtschach am Wörthersee ·
Sankt Margareten im Rosental ·
Schiefling am Wörthersee ·
Techelsberg am Wörther See ·
Zell
- Gemeinsame Normdatei: 4523427-9
- Virtual International Authority File: 168320953
- WorldCat: E39PBJbCGbJgK8bdTVH3Y34g8C